# Pheucticus tibialis
Pheucticus tibialis là một loài chim trong họ Cardinalidae.